# Nina Ragettli
Nina Ragettli (ur. 6 marca 1993 r.) – szwajcarska narciarka dowolna, specjalizująca się w halpipe'ie, która starty w Pucharze Świata rozpoczęła w 2012 r. Występowała także w zawodach Pucharu Europy i Pucharu Północnoamerykańskiego. Była uczestniczką zimowych igrzysk olimpijskich w Soczi w 2014 roku, zajmując 22. miejsce. W 2014 roku zakończyła karierę.

## Osiągnięcia

### Igrzyska olimpijskie
| Miejsce | Dzień     | Rok  | Miejscowość | Konkurencja | Wynik     | Zwyciężczyni  | Źródło |
| ------- | --------- | ---- | ----------- | ----------- | --------- | ------------- | ------ |
| 22.     | 20 lutego | 2014 | Roza Chutor | halfpipe    | 18.00 pkt | Maddie Bowman | [ 1 ]  |

### Mistrzostwa świata
| Miejsce | Dzień   | Rok  | Miejscowość | Konkurencja | Wynik     | Zwyciężczyni    | Źródło |
| ------- | ------- | ---- | ----------- | ----------- | --------- | --------------- | ------ |
| 18.     | 7 marca | 2013 | Oslo        | halfpipe    | 37.80 pkt | Virginie Faivre | [ 2 ]  |

### Puchar Świata

#### Pozycje w klasyfikacji generalnej
| Sezon     | Miejsce | Punkty |
| --------- | ------- | ------ |
| 2012/2013 | 72      | 18     |
| 2013/2014 | 122     | 8      |

#### Pozycje w poszczególnych zawodach

##### Halfpipe
| Sezon 2012/2013                                                       |                       |                |                    |                     |        |        |        |        |        |        |        |         |         |         |         |         |         |         |         |
| Cardrona 22.08                                                        | Copper Mountain 11.01 | Park City 2.02 | Soczi 16.02        | Sierra Nevada 25.03 | Punkty | Punkty | Punkty | Punkty | Punkty | Punkty | Punkty | Punkty  | Pozycja | Pozycja | Pozycja | Pozycja | Pozycja | Pozycja | Pozycja |
| 7                                                                     | 38                    | 37             | 8                  | 13                  | 88     | 88     | 88     | 88     | 88     | 88     | 88     | 88      | 14      | 14      | 14      | 14      | 14      | 14      | 14      |
| Sezon 2013/2014                                                       |                       |                |                    |                     |        |        |        |        |        |        |        |         |         |         |         |         |         |         |         |
| Cardrona 17.08                                                        | Copper Mountain 20.12 | Calgary 3.01   | Breckenridge 12.01 | Punkty              | Punkty | Punkty | Punkty | Punkty | Punkty | Punkty | Punkty | Pozycja | Pozycja | Pozycja | Pozycja | Pozycja | Pozycja | Pozycja | Pozycja |
| 6                                                                     | -                     | -              | -                  | 40                  | 40     | 40     | 40     | 40     | 40     | 40     | 40     | 23      | 23      | 23      | 23      | 23      | 23      | 23      | 23      |
| Legenda                                                               |                       |                |                    |                     |        |        |        |        |        |        |        |         |         |         |         |         |         |         |         |
| 1 2 3 4-10 11-30 31-100 wyniki anulowane - – zawodnik nie wystartował |                       |                |                    |                     |        |        |        |        |        |        |        |         |         |         |         |         |         |         |         |